# Yalo Cuéllar
Sadi Jorge Cuéllar Maire (Yacuiba, Provincia de Gran Chaco, Tarija, Bolivia, 26 de diciembre de 1963), conocido con el nombre artístico de: Yalo Cuéllar es un compositor e intérprete boliviano.

## Biografía

### Carrera musical
Empezó a tocar a los 8 años y a los 11 ya estaba participando en el Festival de la Tradición Chaqueña y otros festivales regionales. Más tarde forma un dúo con Elmer Acosta denominado Canto Sur. En la ciudad de La Paz, integra varios grupos musicales. Junto a Mario Díaz, Julio Cesar Figueroa, Oscar y Mario Villena conforman el grupo Los Cantores de Méndez, interpretando música del departamento de Tarija actuando en diferentes peñas. Luego en 1984 obtuvo el segundo lugar en un Festival de la canción Universitaria en la Universidad Mayor de San Andrés de la ciudad de La Paz junto a Mario Díaz conformando el dúo Latinoamericano. En 1986 se une con Toto Vaca en un dúo que lleva el nombre de ambos; con quien lograría grabar su primer disco larga duración en la empresa Discolandia titulado "Quiero ir al Chaco". En él se registran doce temas de la inspiración de ambos, en ritmo de cuecas, chacareras, coplas, zambas, chamamés y canciones. El tema Quiero ir al Chaco juega un rol importante en los reclamos para una mayor atención de las autoridades a las urgencias de los pueblos del Sur especialmente en vías de comunicación. 
Luego, en 1989, es invitado a formar parte del grupo Savia Nueva junto a Jaime Junaro y Willy Claure. Con este grupo logra su segunda grabación discográfica, "Un Canto Por La Vida", también con Discolandia. Es un trabajo totalmente a favor de la preservación del medio ambiente y del planeta. Actúan en varios departamentos del país y participan en un Festival Latinoamericano, Pueblos Hermanos en Quito (Ecuador), con gran éxito. 
En 1993 ya como solista logra su tercera grabación con la empresa Siembra Producciones: "Chaco y Punto...". Aquí se registran diez temas de su propia autoría, siendo el más importante Fray Quebracho, un justo homenaje a un sacerdote italiano que contribuyó bastante con la evangelización y la poesía en las llanuras chaqueñas. 
En 1995 graba con la empresa A.M.O.R. Creatividad y Producción su cuarto trabajo denominado "Surazos del Corazón" también con diez temas de su propia inspiración. Estas dos últimas grabaciones, son producidas y comercializadas en forma personal. En 1996 logra unir estos trabajos y reproducirlos con la empresa Discolandia logrando su quinta grabación titulada "Aromas de Ausencia". 
En 1998 graba su sexta producción titulada "VIVIR CANTANDO" con diez nuevas producciones propias, donde destacan temas como Lágrimas del Pilcomayo (canción), Vivir Cantando (chacarera), Chacarera del Pago, etc. 
El año 2000 en Cochabamba produce su séptimo trabajo "Sueños", con doce canciones, nueve de las cuales son propias. Es la empresa Efecto Records la encargada de éste lanzamiento. 
En julio de este año es invitado a cantar con la Orquesta Sinfónica Nacional. Se realizan cinco conciertos en el Teatro Municipal de la ciudad de La Paz bajo la dirección del Maestro David Handel. 
En el año 2003 graba AGRIDULCE, un nuevo disco con 10 canciones, 6 de inspiración propia y 4 recopilaciones, graba temas junto a Guísela Santa Cruz y Abdón Rivera de Los Embajadores del Guadalquivir.

## Discografía

### Álbumes
|         | Nombre del Disco    | Año  |
| ------- | ------------------- | ---- |
| Vol. 1  | Quiero ir al Chaco  |      |
| Vol. 2  | Chaco y Punto       | 1993 |
| Vol. 3  | Surazos del Corazón | 1995 |
| Vol. 4  | Aromas de Ausencia  | 1996 |
| Vol. 5  | Vivir Cantando      | 1998 |
| Vol. 6  | Sueños              | 2000 |
| Vol. 7  | Agridulce           | 2003 |
| Vol. 8  | Francocantador      | 2006 |
| Vol. 9  | Trovalgando I       | 2006 |
| Vol. 10 | 2do Tiempo          | 2010 |